# Ko Panyi
Ko Panyi (thailändisch เกาะปันหยี [kɔ̀ʔ pān.jǐː]; akzeptierte alternative Transliteration: Koh Panyee) ist ein Fischerdorf in der Provinz Phang-nga, Thailand, das größtenteils auf Stelzen im Meer errichtet wurde.

## Geographie
Die Siedlung Ko Panyi befindet sich in der Phang-nga-Bucht in der Provinz Phang-nga, Thailand. Die Besonderheit dieses Fischerdorfes liegt darin, dass es fast gänzlich auf Stelzen über dem Wasser errichtet wurde.
Geographisch befindet sich Ko Panyi vor einer kleinen Felseninsel gleichen Namens, die dem Dorf als natürlicher Schutz vor Sturm und Seegang dient. Die Lage in der Phang-nga-Bucht bietet ideale Bedingungen für die Fischerei, die traditionell die Haupterwerbsquelle der Bewohner ist. Das Dorf erstreckt sich über eine beträchtliche Fläche des flachen Küstengewässers, wobei die einzigen Landstrukturen die Moschee und ein Süßwasserbrunnen sind, die auf der angrenzenden Insel errichtet wurden.

## Geschichte
Die Gründung von Ko Panyi wird auf das Ende des 18. Jahrhunderts datiert, als eine Gruppe nomadischer javanischer Fischer auf der Suche nach einem neuen Siedlungsgebiet war. Der Legende nach wurden sie dabei von einem Omen geleitet – einem Fisch, der dreimal aus dem Wasser sprang. Die ersten Siedler gelobten, eine Moschee zu bauen, wenn sich der Ort als ertragreich erweisen würde.
Zu dieser Zeit beschränkte das thailändische Recht den Landbesitz ausschließlich auf Personen thailändischer Herkunft. Daher errichteten die javanischen Fischer die Siedlung größtenteils auf Stelzen im Schutz der Insel, was ihnen einen einfachen Zugang zum Meer ermöglichte. Im Laufe der Zeit entwickelte sich Ko Panyi zu einer blühenden Gemeinschaft. Mit dem Anstieg des Wohlstands durch die wachsende Tourismusindustrie in Thailand wurde der Landkauf auf der Insel selbst möglich. Die ersten bedeutenden Bauwerke an Land waren eine Moschee und ein Süßwasserbrunnen.
Eine Besonderheit von Ko Panyi ist der schwimmende Fußballplatz. Inspiriert von der FIFA-Weltmeisterschaft 1986 bauten Kinder den Platz aus alten Holzresten und Fischerflößen. Sie gründeten ein Fußballteam und nahmen an den Southern Thai School Championships teil. Trotz ungewöhnlicher Umstände erreichten sie den dritten Platz, was das ganze Dorf inspirierte, den Sport aufzunehmen. Heute ist der Panyee FC einer der erfolgreichsten Jugendfußballvereine in Südthailand.
In der zweiten Hälfte des 20. Jahrhunderts wurde es für die Gemeinschaft schwierig, allein von der Fischereiindustrie zu leben. Der Postbote schlug vor, Touristen ins Dorf einzuladen, um die Einwohner zu unterstützen. Heute ist Ko Panyi eine der Hauptattraktionen auf Touren durch die Phang-nga-Bucht von Phuket aus und dient oft als Mittagsstopp. Die Entwicklung des Tourismus hat das Leben in Ko Panyi verändert, aber die Fischerei bleibt weiterhin eine wichtige Grundlage der lokalen Wirtschaft, insbesondere außerhalb der Hochsaison. Die Bewohner haben sich an die neuen Möglichkeiten angepasst, indem sie Meeresfrüchterestaurants eröffnet und Souvenirläden eingerichtet haben.
Trotz der zunehmenden Modernisierung und des Tourismus hat Ko Panyi seine kulturelle Identität bislang bewahrt. Als muslimische Gemeinde gibt es bestimmte Verhaltensregeln für Besucher, wie das Verbot von Alkohol und die Anforderung angemessener Kleidung.

## Demografie
Demografisch setzt sich die Bevölkerung von Ko Panyi aus etwa 360 Familien bzw. insgesamt rund 1600 Einwohnern zusammen. Die Bewohner sind überwiegend Nachkommen von zwei seefahrenden muslimischen Familien, die ursprünglich von der indonesischen Insel Java stammten. Diese Siedler ließen sich Ende des 18. Jahrhunderts in der Region nieder.
Daher ist die Bevölkerung von Ko Panyi mehrheitlich muslimischen Glaubens, was sich in der zentralen Rolle der Moschee im Gemeindeleben widerspiegelt. Die religiöse Prägung beeinflusst auch die sozialen Normen und Verhaltensweisen in der Gemeinschaft.
Das Bildungssystem in Ko Panyi umfasst eine muslimische Schule, die von Jungen und Mädchen gleichermaßen besucht wird. Für weiterführende Bildung verlassen viele junge Menschen das Dorf, um Schulen in Phang-nga oder Phuket zu besuchen.
In den letzten Jahrzehnten hat sich die wirtschaftliche Grundlage von Ko Panyi diversifiziert. Während die Fischerei nach wie vor eine wichtige Rolle spielt, hat der Tourismus zunehmend an Bedeutung gewonnen. Diese Entwicklung hat zu Veränderungen in der Beschäftigungsstruktur und der sozialen Dynamik des Dorfes geführt. Trotz der Öffnung für den Tourismus und der damit einhergehenden wirtschaftlichen Chancen bleibt die Bevölkerungszahl von Ko Panyi relativ stabil.

## Wirtschaft

### Fischerei

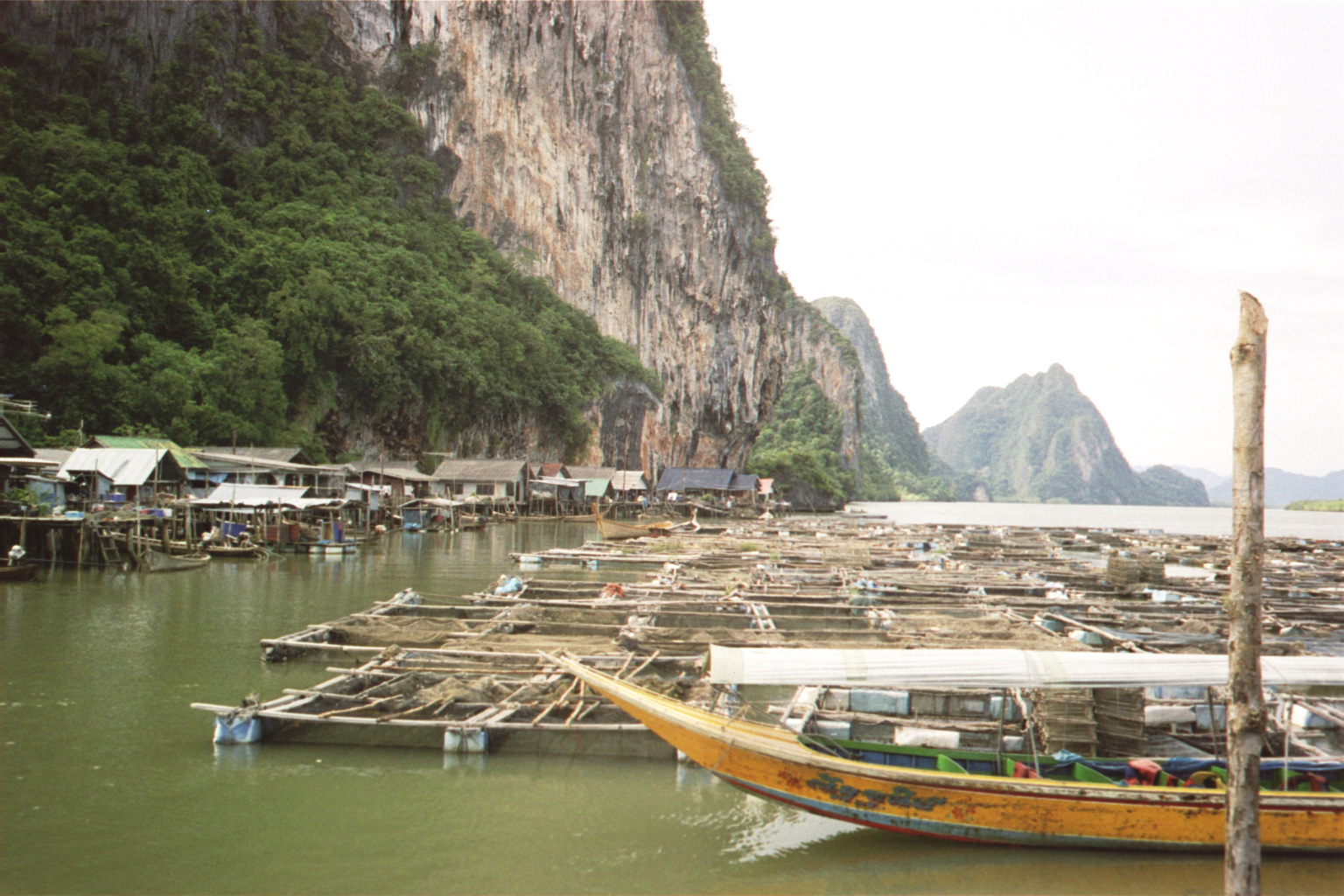
Fischerei in Ko Panyi

Historisch gesehen bildet die Fischerei das wirtschaftliche Rückgrat von Ko Panyi. Noch heute spielt die Fischerei eine bedeutende Rolle für die Wirtschaft und Kultur des Ortes. Viele Familien verdienen ihren Lebensunterhalt durch den Fang von Fischen, Tintenfischen und Schalentieren, die sowohl für den lokalen Verzehr als auch für den Verkauf auf Märkten bestimmt sind.

### Tourismus als Wirtschaftsfaktor
In den letzten Jahrzehnten hat sich der Tourismus zu einem wichtigen wirtschaftlichen Standbein für Ko Panyi entwickelt. Das Dorf ist zu einem beliebten Ziel für Tagesausflüge von Phuket aus geworden und dient oft als Mittagsstopp bei Touren durch die Phang-nga-Bucht. Die einzigartige Architektur des Dorfes auf Stelzen, seine malerische Lage und die traditionelle Lebensweise der Bewohner ziehen Besucher aus aller Welt an.
Um von diesem Touristenstrom zu profitieren, haben viele Einwohner ihre wirtschaftlichen Aktivitäten angepasst:
1. Restaurants: Mehrere große Restaurants wurden errichtet, um die steigende Zahl von Touristen zu bewirten. Diese Etablissements bieten frische Meeresfrüchte an und tragen erheblich zur lokalen Wirtschaft bei.
2. Souvenirläden: In den engen Gassen des Dorfes haben sich zahlreiche Stände und Geschäfte etabliert, die Souvenirs und Handwerksprodukte an Touristen verkaufen.
3. Unterkünfte: In jüngster Zeit wurden einige Bungalows gebaut, um Übernachtungsmöglichkeiten für Besucher anzubieten.
4. Führungen: Geführte Touren durch das Dorf geben Einblicke in die Geschichte, Architektur und das tägliche Leben der Bewohner und sind eine weitere Einnahmequelle.

### Entwicklung
Die Entwicklung des Tourismus hat zu einer wirtschaftlichen Anpassung in Ko Panyi geführt. Während die Fischerei nach wie vor eine wichtige Rolle spielt, haben viele Einwohner begonnen, sich auf touristische Dienstleistungen zu spezialisieren. Diese Diversifizierung hat es der Gemeinschaft ermöglicht, ihre wirtschaftliche Stabilität zu verbessern und sich an die veränderten globalen Wirtschaftsbedingungen anzupassen.
Die touristische Entwicklung bringt auch Herausforderungen mit sich. Die Saisonabhängigkeit des Tourismus und die Notwendigkeit, die traditionelle Lebensweise mit den Anforderungen der Besucher in Einklang zu bringen, stellen die Gemeinschaft vor neue Aufgaben.

## Infrastruktur
Das Dorf Ko Panyi verfügt über ein Netz von hölzernen Stegen und Plattformen, die die verschiedenen Teile der Siedlung miteinander verbinden. Diese Stege dienen als Hauptverkehrswege innerhalb des Dorfes und ermöglichen den Bewohnern und Besuchern, sich zwischen den Häusern, Geschäften und öffentlichen Einrichtungen zu bewegen. Der Transport von und nach Ko Panyi erfolgt hauptsächlich über Boote. Es gibt regelmäßige Verbindungen zu den umliegenden Gebieten, die von lokalen Bootsbesitzern und Tourunternehmen betrieben werden. Diese Wasserstraßen sind von entscheidender Bedeutung für die Versorgung des Dorfes mit Gütern und den Transport von Touristen. Das Dorf hat nun zahlreiche Seafood-Restaurants, die sowohl Einheimische als auch Touristen bedienen. Zudem gibt es Souvenirläden, die lokale Handwerkskunst und andere Waren anbieten.
Die Wasserversorgung des Dorfes erfolgt hauptsächlich durch Regenwassersammlung und Wassertanks. In den letzten Jahren wurden Verbesserungen vorgenommen, um eine zuverlässigere Wasserversorgung zu gewährleisten. Die Stromversorgung wird durch Generatoren und zunehmend auch durch Solaranlagen sichergestellt, was die Abhängigkeit von fossilen Brennstoffen reduziert. Die Kommunikationsinfrastruktur in Ko Panyi hat sich in den letzten Jahren erheblich verbessert. Das Dorf verfügt über Mobilfunkempfang und Internetzugang, was die Verbindung zur Außenwelt erleichtert und neue Möglichkeiten für Bildung und Geschäfte eröffnet.

## Tourismus

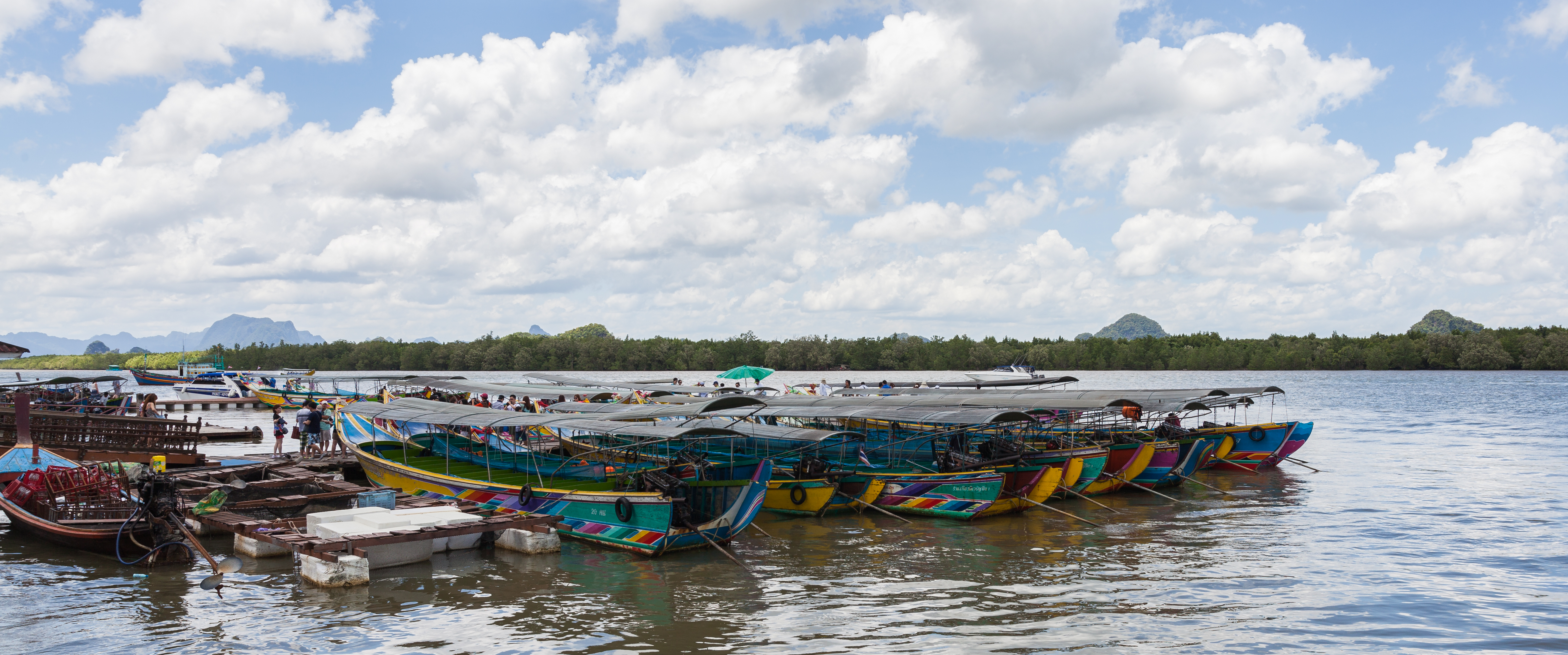
Touristenboote in Ko Panyi

Der Tourismus in Ko Panyi begann in der zweiten Hälfte des 20. Jahrhunderts, als die Gemeinschaft Schwierigkeiten hatte, allein von der Fischerei zu leben. Seitdem hat sich Ko Panyi zu einem beliebten Zwischenstopp für Touren in der Phang-nga-Bucht entwickelt, insbesondere für Tagesausflügler von Phuket.
Mit der zunehmenden Zahl von Besuchern hat sich in Ko Panyi eine touristische Infrastruktur entwickelt. Mehrere Meeresfrüchte-Restaurants im Dorf bieten unter anderem den Touristen Gelegenheit zum Mittagsstopp. Zudem gibt es verschiedene Stände, die Souvenirs, Postkarten, Kleidung und Pflegeprodukte verkaufen.
Eine der Hauptattraktionen von Ko Panyi ist die ungewöhnliche Architektur des Dorfes. Die auf Stelzen errichteten Holzhäuser, die durch Stege miteinander verbunden sind, bieten einen faszinierenden Anblick für Besucher. Ein weiterer Anziehungspunkt ist der schwimmende Fußballplatz des Dorfes. Inspiriert von der FIFA-Weltmeisterschaft 1986 wurde der ursprüngliche Platz von Kindern aus alten Holzresten und Fischerflößen gebaut. Diese ungewöhnliche Sportstätte ist zu einer beliebten Sehenswürdigkeit für Touristen geworden. Die zweistöckige Moschee des Dorfes, die sich deutlich von den anderen Gebäuden abhebt, ist ebenfalls ein markantes Wahrzeichen und kann leicht vom Wasser aus gesehen werden.
Der zunehmende Tourismus hat Ko Panyi zu einer Mischung aus traditionellem Fischerdorf und touristenorientiertem Geschäft gemacht. Während der Tourismus eine wichtige Einnahmequelle für die Dorfbewohner darstellt, bringt er auch Probleme mit sich. Aufgrund der überwiegend muslimischen Bevölkerung gelten in Ko Panyi bestimmte Verhaltensregeln für Touristen. Dazu gehören das Verbot von alkoholischen Getränken, Hunden und Schweinen sowie die Anordnung, dass Besucher vollständig bekleidet sein müssen und Bikinis nicht erlaubt sind.
Ko Panyi ist hauptsächlich per Boot erreichbar. Viele Besucher kommen im Rahmen organisierter Touren, die oft Bootsfahrten durch die Phang-nga-Bucht beinhalten. Die Hauptsaison für Besuche ist während der Trockenzeit, obwohl das Dorf das ganze Jahr über zugänglich ist.

## Fußball

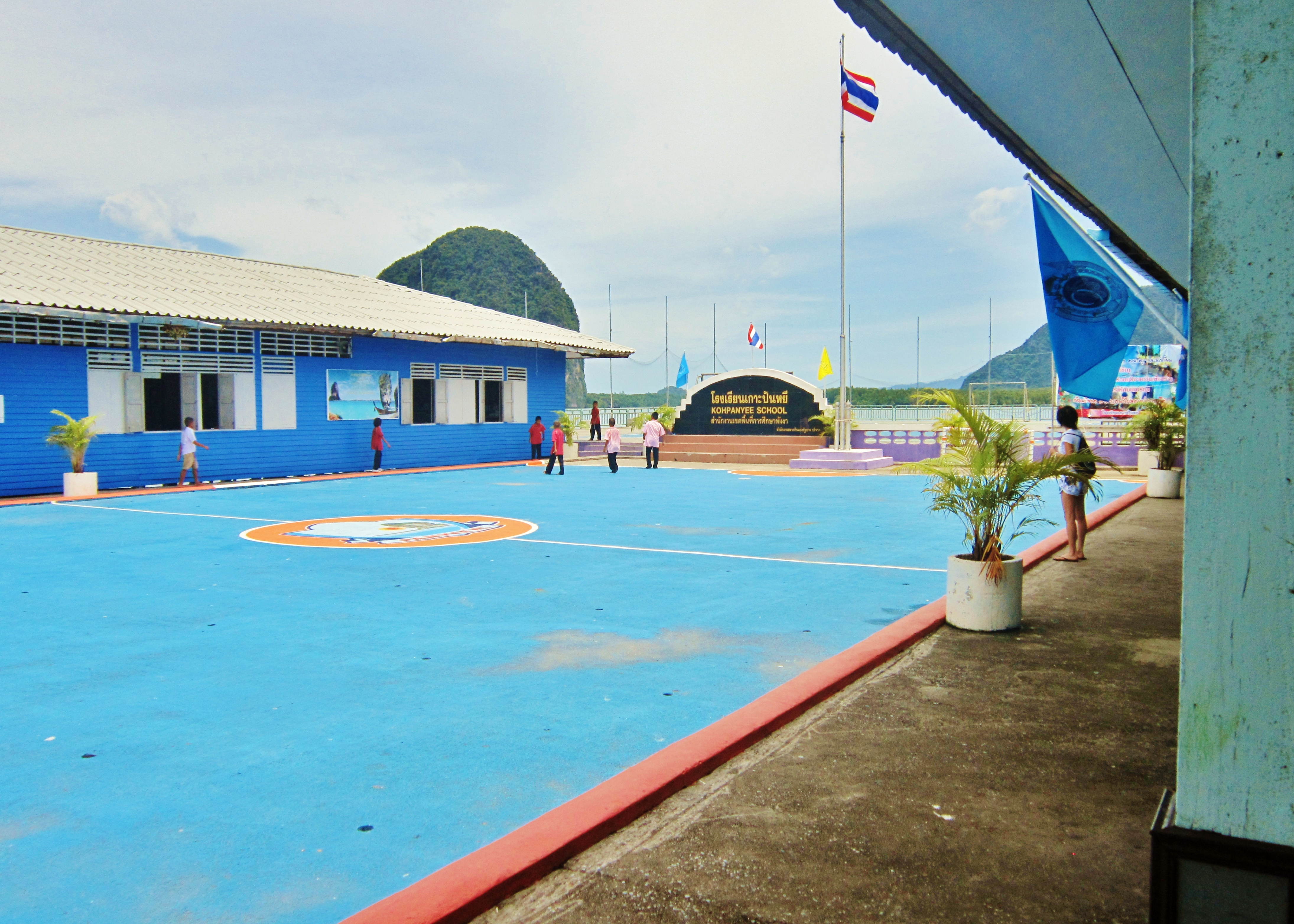
Der neue Fußballplatz in Ko Panyi

Die Entstehung des Fußballs in Ko Panyi geht auf das Jahr 1986 zurück, als eine Gruppe von Kindern, inspiriert durch die Weltmeisterschaft in Mexiko, beschloss, einen eigenen Platz zu bauen. Da die Insel dafür zu wenig Landfläche aufweist, konstruierten die Kinder einen schwimmenden Fußballplatz aus alten Holzplanken, Fischerbooten und anderen Materialien.
Trotz der ungewöhnlichen Bedingungen – der Platz war instabil und der Ball fiel häufig ins Wasser – entwickelten die Kinder von Ko Panyi beachtliche fußballerische Fähigkeiten. Sie gründeten den Verein Panyee FC und nahmen an regionalen Turnieren teil. Bei ihrer ersten Teilnahme am Phang Nga Cup erreichten sie überraschend das Halbfinale, obwohl sie barfuß und ohne professionelle Ausrüstung spielten. In den Folgejahren etablierte sich der Panyee FC als eine der erfolgreichsten Jugendmannschaften Südthailands. Von 2004 bis 2010 gewann das Team sieben aufeinanderfolgende südthailändische Jugendmeisterschaften, die Southern Thai School Championships. Dieser Erfolg ist besonders bemerkenswert angesichts der bescheidenen Anfänge und der ungewöhnlichen Trainingsbedingungen des Teams.
Das ursprüngliche Spielfeld wurde mehrfach renoviert und verbessert. Heute verfügt Ko Panyi über einen moderneren schwimmenden Fußballplatz mit glatter Oberfläche und Umzäunung, der auch von Touristen genutzt wird. Der alte Holzplatz existiert weiter als Touristenattraktion und Erinnerung an die Anfänge des Fußballs auf der Insel.
Die Geschichte des Panyee FC hat über die Grenzen Thailands hinaus Aufmerksamkeit erregt. Im Jahr 2011 wurde der Kurzfilm TMP Panyee FC über die Entstehung des Teams produziert, der auf Interviews mit den ursprünglichen Teammitgliedern basiert. Der Film trug dazu bei, die Geschichte des Teams einem breiteren Publikum bekannt zu machen.
Fußball spielt weiterhin eine wichtige Rolle im Leben der Bewohner von Ko Panyi. Das Team Panyee FC besteht fort, und viele der ursprünglichen Spieler, die den schwimmenden Platz in den 1980er-Jahren bauten, sind heute als Erwachsene in der Jugendförderung und als Trainer aktiv. Die Insel veranstaltet regelmäßig Fußballturniere für Kinder und Jugendliche im Alter von 7 bis 18 Jahren.